# Kopernikus-Gymnasium Wissen
Das Kopernikus-Gymnasium ist ein Gymnasium in Wissen im nördlichen Rheinland-Pfalz.

## Geschichte
Der Ursprung des heutigen Kopernikus-Gymnasiums liegt in einer „privaten höheren Schule“, welche auf Initiative einiger Bürger der Region 1861 entstand, die jungen Menschen eine Bildung über die damals gerade verpflichtend gewordene Volksschule hinaus bieten wollten, dabei aber nicht nur Kindern und Jugendlichen aus wohlhabenden Familien, sondern möglichst vielen. Wissen selbst hatte zu diesem Zeitpunkt ca. 1500 Einwohner.

### Ein erster Versuch (1861–1919)
Trotz finanzieller Probleme wurden bereits zwei Jahre nach Gründung über 70 Kinder unterrichtet, ein Erfolg, den auch die Gemeindevertretung bemerkte, die 1863 die private Schule übernahm und die Errichtung eines Schulgebäudes beschloss. Auch wurde festgelegt, dass Kinder aus evangelischen Familien, die damals eine klare Minderheit in der Region waren, die Schule besuchen durften, was selten erlaubt wurde. Die Leitung der Schule, die auch die erste kommunale Schule im gesamten Kreis Altenkirchen war, hatte ein katholischer Geistlicher. Aufgrund massiver Probleme Lehrer in den Westerwald zu bekommen und zu hoher Kosten wurde diese Schule dann 1878 wieder geschlossen. Bis 1886 gab es nur noch die Volksschule in Wissen, dann wurde ein zweiter Versuch einer privaten höheren Schule unternommen, der jedoch von öffentlicher Seite überhaupt keine Unterstützung erhielt und in einem Kaffeelokal untergebracht wurde, wo man gerade einmal zwei Räume für den Unterricht zur Verfügung hatte.

### Wissen bekommt ein Gymnasium (1919–1951)
Mit dem Wissener Bürgermeister Stein, der erkannte, dass ein Gymnasium in Wissen nicht nur für die sich entwickelnde Stadt, sondern für das gesamte Umland von Bedeutung sein würde, wurde der Unterhalt der Stadt für ein Gymnasium in Trägerschaft der Gemeinde Wissen gesichert. Dazu bekam die Schule auch wieder ein eigenes Schulgebäude, welches in der Mittelstraße stand. Das Gymnasium hatte nun auch direkt Erfolg, wenn man die Schüleranzahl als Maß nimmt: Zählte man im Jahr der Neugründung 40 Schüler, so waren es schon fünf Jahre später 150.
Die Stadt Wissen wollte das Gymnasium auf eine damals als Progymnasium bekannte höhere Stufe bringen, eine Schulform, die nicht von einer Stadt oder Gemeinde getragen wurde, sondern von der Regierung. Diese bestand aber auf geeigneten Räumlichkeiten, außerdem verlangte sie eine Beendigung der Koedukation. Diese Probleme konnte die Stadt Wissen erst 1928 lösen, als beschlossen wurde, ein neues Schulgebäude zu errichten und das Gymnasium in ein Realprogymnasium, welches nach dem Besuch der Volksschule besucht werden konnte, umzuwandeln. Die Mädchen sollten in einer selbständigen Mädchenschule, aber auf Mittelschulniveau, gleichzusetzen mit der heutigen Realschule, unterrichtet werden. Als Schulgelände für das neue Realprogymnasium wurde Bauland auf dem Löh zur Verfügung gestellt, wo das neue Schulgebäude bereits 1929 eingeweiht werden konnte. Erster Schulleiter des Realprogymnasiums wurde Johannes Müller als Studiendirektor, einziger Studienrat wurde zur Einweihung Heinrich Holschbach, der bereits in der privaten höheren Schule als Studienassessor tätig war und über dreißig Jahre in Wissen als Lehrer unterrichten sollte. Um den steigenden Schülerzahlen Rechnung zu zollen, schrieb man weitere Stellen für Studienräte aus und auch die Ausstattung der Schule wurde auf ein hohes Niveau gebracht. Für die damalige Zeit galt die Ausstattung als fortschrittlich, denn es wurde neben Räumen für die Naturwissenschaften auch eine Turnhalle und sogar eine Aula errichtet.
1936 beendeten die Nationalsozialisten, denen eine Schule christlicher Prägung nicht genehm war, mit der Begründung, die Unterhaltskosten seien nicht mehr tragbar, die Existenz des Realprogymnasiums. Die Mädchenschule blieb übrigens bestehen, während auf dem Löh die Kreisberufsschule einzog. Den Jungen musste man natürlich weiterhin Unterricht anbieten, so dass sie auch die Mittelschule bei den Mädchen besuchten. Der Unterricht endete 1945, als der Krieg auch das Wisserland erreichte und kein regulärer Unterricht mehr möglich war.
Nach Kriegsende wurde auf der Löh das Gymnasium als Realgymnasium wieder eröffnet und von Mädchen und Jungen besucht. Dies bedeutete, dass der Unterricht bereits in Klasse 5 begonnen werden konnte, somit das Gymnasium eine „Vollanstalt“ wurde, was es bis heute ist. Der 1935 von den Nationalsozialisten abgesetzte Schulleiter Müller kehrte zurück und übernahm die Leitung bis zu seiner Pensionierung 1951.

### Über die Sieg (1951–1972)
Nachfolger von Müller wurde mit Beginn des Schuljahres 1952 Paul Kämpchen, der aus Boppard kommend, seinen Dienst in Wissen antrat und die auftretende Raumnot bekämpfte. Er wehrte sich hartnäckig gegen Schulbaracken und setzte einen Anbau an das bestehende Schulgebäude auf dem Löh durch, der 1957 bezogen werden konnte. Unter der Leitung von Kämpchen wurde die Schule auch „innerlich“ ausgebaut, denn er führte die Schülermitverwaltung ein und sorgte für Büchereien und naturwissenschaftliche Sammlungen. Seine acht Jahre als Schulleiter endeten, als er wieder nach Boppard berufen wurde. Dies geschah sehr plötzlich, denn die Stelle des Schulleiters war über ein Jahr unbesetzt, bis zum April 1961 Josef Twieg ernannt werden konnte.
Unter der Leitung von Twieg wurde der nächste große Entwicklungsschritt eingeleitet, denn im März 1967 beschloss der Kreistag den Bau eines neuen Schulgebäudes an neuer Stelle – in der Pirzenthaler Straße, wo das Gymnasium auch heute steht. Im September 1971, über vier Jahre nach der Beschlussfassung, konnte der Grundstein gelegt werden. Eigentlich war ein ganz anderes Grundstück, gelegen „Am Blee“, zur Bebauung vorgesehen. Dieses Gelände gehörte der katholischen Kirchengemeinde, das von der Landkreis Altenkirchen über Tausch erworben werden sollte. Die Kirche war direkt einverstanden, das Kultusministerium stimmte der Idee bedingungslos zu, doch nach dem Tausch entzog der Landkreis Altenkirchen (ohne Begründung und ohne vorherige Information der Stadt Wissen, seiner Bürger und auch zur Verärgerung des Kultusministeriums) das Gelände seiner eigentlichen Bestimmung, ohne eine Alternative für den Neubau anzubieten.

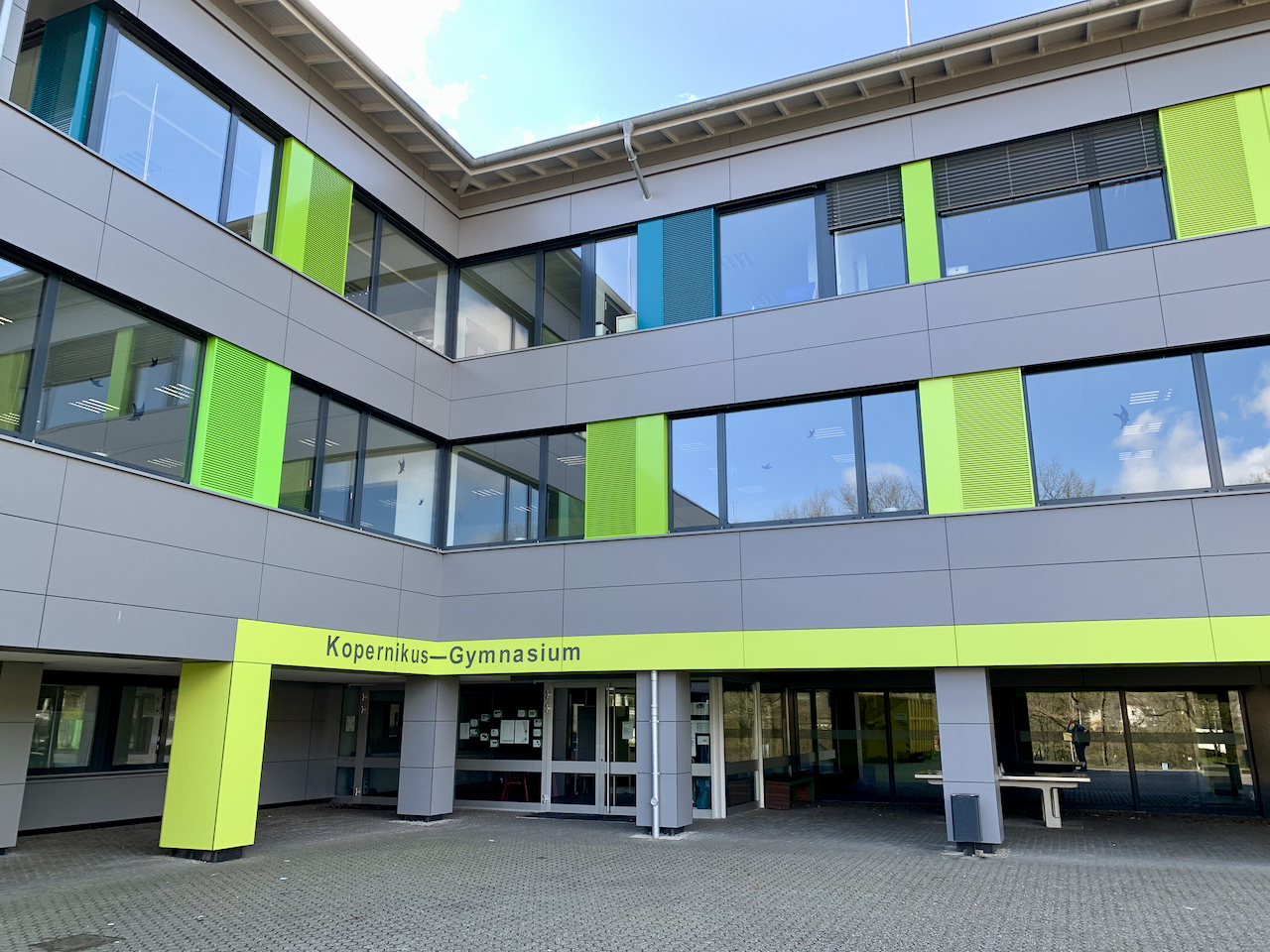

Die Verzögerung und die so entstehende Barackenstadt um das bestehende Schulgebäude ließ die Verantwortlichen umdenken und so eine Schule mit über 30 Klassenräumen planen. Die Gemeinde wollte das Gelände der ausgebeuteten Lehmgrube auf dem Hämmerberg als neuen Schulstandort nutzen, doch dafür hätten vorher benachbarte Häuser von der Gemeinde gekauft und abgerissen werden müssen. Auch ein Neubau auf dem Löh wurde angedacht, aufgrund des geringen Entwicklungspotenzials des Standortes wurde auch dieser Plan schnell verworfen.
Schließlich waren vier Möglichkeiten in der engeren Wahl: am Ortsausgang in Köttingen, am Kucksberg, in der Kalkschlade in Schönstein und an der Pirzenthaler Straße. Besonders die Lage in der Kalkschlade hätte viele Möglichkeiten geboten, ein Schulzentrum stand sogar zur Debatte. Am Ende entschieden sich die Gremien jedoch für den Bau an der Pirzenthaler Straße, wozu man der Fürstlich-Hatzfeldtschen Verwaltung 25.000 Quadratmeter abkaufte. Der Kaufpreis wurde durch den Verkauf des gemeindeeigenen Hoppensteiner Waldes erwirtschaftet.
Die Probleme mit dem Neubau waren aber an dieser Stelle noch nicht zu Ende. Zwar konnte 1968 ein Architekturwettbewerb ausgeschrieben werden, den im April 1969 das Architektenpaar Elsbeth und Konrad Schloßberger aus Andernach gewinnen konnten, doch mitten in den weiteren Planungsarbeiten wurde ein Baustopp verhängt – das Gebäude, so die Begründung der verantwortlichen Stellen, würde eventuell an der falschen Stelle errichtet. Man prüfte, ob nicht doch in der Kalkschlade gebaut werden sollte. Der Baustopp wurde wenige Monate später aufgehoben, doch hatten die Planer und Handwerker längst andere Arbeiten angenommen, die zuerst beendet werden mussten. So konnte der erste Spatenstich erst am 11. September 1970 erfolgen, die Grundsteinlegung wurde am 16. Juni 1971 vollzogen. Zum Schuljahresbeginn im September 1972 konnte das neue Gebäude vom Gymnasium bezogen werden.

### Umstrukturierung und Renovierung (1973–2018)
Wenige Jahre nach dem Bezug des neuen Schulgebäudes begann eine 40-jährige Kooperation mit der örtlichen Realschule, mit der man sich unter Leitung des Gymnasiums die Orientierungsstufe teilte. Zu Beginn des Jahrtausends führt das Kopernikus-Gymnasium beginnend mit Klasse 7 jeweils zwei Profilklassen ein: Eine Laptopklasse, welche verstärkt medial und digital unterrichtet wurde, sowie eine „Begys“-Klasse (BeGys = Begabtenförderung an Gymnasien), in welcher die Schülerinnen und Schüler Klassen 7 bis 10 in nur drei statt vier Jahren durchlaufen, dabei im Klassenverband eine Klassenstufe überspringen, da der Inhalt des Unterrichts in einem dreiviertel Schuljahr statt einem vollen Schuljahr erlernt wird.
2014 begann der Umbau der Schule, um sie zukunftsfähig zu machen: Ein Neubau des naturwissenschaftlichen Trakts führte zu modernen Fachräumen mit vielfältigen Möglichkeiten für modernen, praktischen Unterricht; die so frei werdenden Räume wurden in großzügige Klassenräume umgestaltet, zudem wurde die Fassade erneuert und die Schule in jeder Hinsicht modernisiert. So ist inzwischen jeder Unterrichtsraum mit Internetanschlüssen, Nahdistanzbeamer, digitaler Tafel neben einer doppelten Pylonentafel und Whiteboards ausgestattet.

## Heute

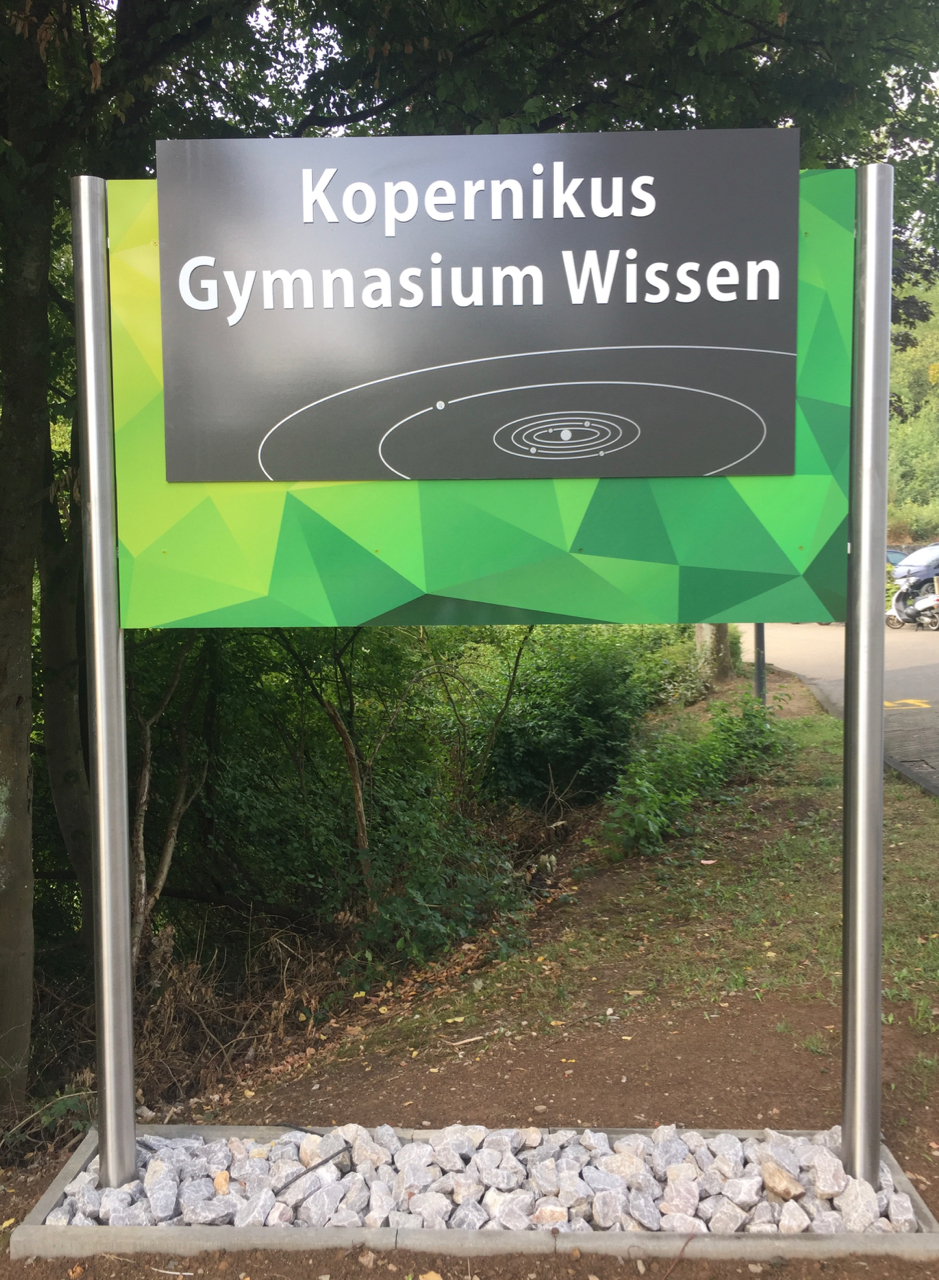
Eingangsschild des Kopernikus-Gymnasiums

Das Kopernikus-Gymnasium ist heute eine fest in der Region verwurzelte Schule mit in den letzten 10 Jahren stark ansteigenden Schülerzahlen. Aufgrund der besonderen Situation in der Orientierungsstufe (siehe unten) war die Schule bis 2018 in der Orientierungsstufe achtzügig, anschließend bis einschließlich Klasse 10 in der Regel vierzügig. Seit 2018 ist die Schule in der Regel durchgehend vierzügig.
Klassenfahrten finden in der Jahrgangsstufe 6 (dreitägig) und 8 (fünftägig) statt. In der Oberstufe wird auf ein breites Angebot an Leistungskursen geachtet, so dass neben den üblichen Leistungskursen in Deutsch, Englisch, Französisch, Mathematik, Biologie, Chemie, Physik, Erdkunde, Geschichte und Sozialwissenschaften auch regelmäßig die Fächer Bildende Kunst, Sport und Latein angeboten werden. Im Grundkursbereich wird am KGW als einer der ersten Schulen in Rheinland-Pfalz „Darstellendes Spiel“ unterrichtet. In der Jahrgangsstufe 11 nehmen die Schüler an einem zweiwöchigen betreuten Berufspraktikum teil. Im zweiten Halbjahr der Jahrgangsstufe 12 liegen die Studienfahrten der Oberstufe, organisiert durch die sich abwechselnden Fachbereiche. Zusätzlich werden regelmäßig Sprachfahrten nach Italien, Frankreich und Spanien angeboten und durchgeführt.
Die erste Fremdsprache aller Schüler in der fünften Klasse ist Englisch, in der sechsten Klasse stehen Französisch und Latein zur Wahl, für die freiwillige dritte Sprache ist dann die jeweilige andere vorgesehen, zudem können Informatik und Spanisch gewählt werden. In der Oberstufe ist es möglich, Spanisch und in Form von Arbeitsgemeinschaften auch Italienisch und Russisch zu belegen.
Das Kopernikus-Gymnasium hat zwei Partnerschulen, mit denen ein regelmäßiger und intensiver Austausch besteht: Mit dem französischen Collège Louise Michel in Chagny und dem polnischen Jan Kilinski Liceum in Krapkowice. Zudem findet regelmäßig ein sportbetonter Schüleraustausch mit polnischen Schulen und dem Evangelischen Gymnasium Bad Marienberg statt.

## Besonderheiten in der Orientierungsstufe
Das Kopernikus-Gymnasium kooperierte bis 2018 über 40 Jahre in der Orientierungsstufe (Klassenstufen 5 und 6) mit der örtlichen Marion-Dönhoff-Realschule. Die an beiden Schulen angemeldeten Kinder wurden in den ersten beiden Jahren an der weiterführenden Schule gemeinsam unterrichtet, Unterrichtsort war das Gymnasium. Mit der Zusammenlegung der Haupt- und Realschulen in Rheinland-Pfalz zur Realschule plus wurde das System grundlegend beibehalten, jedoch wurde aufgrund der nun entstandenen großen Jahrgangsstufen abwechselnd ein Jahrgang am Gymnasium, der nächste Jahrgang an der Realschule räumlich untergebracht. Nach der 6. Klasse erfolgte die Aufteilung auf Gymnasium und Realschule plus. Seit dem Schuljahr 2018/19 sind beide Schulen nach eindeutigen Voten auch in der Orientierungsstufe eigenständig.

## Sonstiges
- Als Arbeitsgemeinschaften bestehen seit vielen Jahren u. a. eine Bogenschützen-AG Schulchor, die Schülerzeitung „Querkopf“, eine Umwelt-AG mit eigenem Verkaufsladen, eine Experimentier-AG für die Mittelstufe, eine Imker-AG mit eigenen Bienenvölkern oder auch eine Theater-AG.
- Das Kopernikus-Gymnasium verfügt über einen von Schülerinnen und Schülern geleiteten und organisierten Schul-Sanitätsdienst, der in Notfällen in der Lage ist, die Erstversorgung von Erkrankten und Verletzten zu übernehmen.
- Zusammen mit dem Freiherr-vom-Stein-Gymnasium in Betzdorf organisiert die Ruanda-AG für die Schülerschaft eine alle zwei Jahre angebotene Fahrt nach Ruanda, dem Partnerland von Rheinland-Pfalz, um dort vor Ort die Partnerschulen und das Land sowie die Lebensbedingungen kennenzulernen.
- Das Kopernikus-Gymnasium ist seit 1. August 2010 Ausbildungsschule für das Lehramt an Gymnasien, angeschlossen an das Staatliche Studienseminar Koblenz mit der Teildienststelle in Altenkirchen (Westerwald).
- Am 10. Dezember 2011 feierte das Gymnasium im Rahmen eines alle ehemaligen Schüler, Lehrkräfte und Mitarbeiter umfassenden Ehemaligentreffens und einer „Offenen Tür“ im Gymnasium 150 Jahre Höhere Bildung in Wissen. Im Mittelpunkt stand in Unterrichtsprojekten und Dokumentationen die Geschichte und Zukunftsaussichten des Kopernikus-Gymnasiums.

## Ehemalige Schüler
- Bruno H. Reifenrath
- Thomas Enders (* 1958), Manager, Vorstandsvorsitzender der Airbus Group.
- Andreas Rödder (* 1967), Professor für Neueste Geschichte an der Johannes Gutenberg-Universität Mainz.
- Josef Sanktjohanser (* 1950), Präsident des Hauptverbandes des deutschen Einzelhandels (HDE).
- Jessica Weller (* 1983), Politikerin (CDU), Mitglied des Landtages Rheinland-Pfalz
- Matthias Reuber (* 1992), Politiker (CDU), Mitglied des Landtages Rheinland-Pfalz